# 島津忠亮

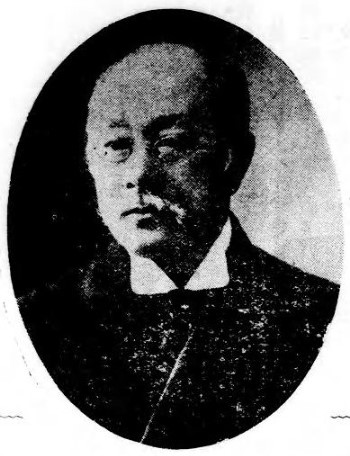
島津忠亮

島津 忠亮（しまづ ただあきら、1849年6月30日〈嘉永2年5月11日〉 - 1909年〈明治42年〉6月26日）は、明治時代の華族。通称は又之進。
旧佐土原藩主・島津忠寛の長男で、子爵からのちに伯爵となる。書を能くし、霞峰・東洋・穆山と号した。弟に大村純雄（大村純熈婿養子）、西南戦争で薩軍側につき早世した島津啓次郎がいる。島津久宝の娘・盛子を娶り、子に島津忠麿、島津健之助、阿部正寛（阿部正功養子）らがいる。

## 経歴
昌平坂学問所で学び、明治2年（1869年）に留学のため渡米し、同行した平山太郎・橋口宗儀とともにボストン14区に居住した（1870年時点）。明治6年（1873年）に帰国し、明治12年（1879年）、初代東京府赤坂区長に任命され、1年間これを務める。明治17年（1884年）7月8日に子爵となる。明治21年（1888年）、香蘭女学校開校にあたり屋敷の一部を貸与する。1890年（明治23年）7月10日、貴族院子爵議員に就任。
明治24年（1891年）4月23日に、父の忠寛が幕末に挙げた功績によって子爵から伯爵に陞爵するが、貴族院子爵議員に在任していた時期のことであったため、明治25年（1892年）にこれを不服とする者から議員資格についての異議申し立てがなされ、結果として同年5月31日に議員資格を失うこととなった。一方、同年5月31日に伯爵議員の補欠選挙があり、忠亮は最多得票したが当選無効とされ、1票差の次点得票で当選者とされた酒井忠道伯爵を相手に資格訴訟を行い、勝訴して貴族院議員に復帰した。
明治31年（1898年）、宮崎神宮の社殿造営を目的とした神武天皇御降誕大祭会を結成し、会長となる。明治42年（1909年）に没し、忠麿が家督を継ぐ。墓所は東北寺（渋谷区広尾）。

## 栄典
位階
- 1902年（明治35年）6月20日 - 正三位[10]
- 1909年（明治42年）6月26日 - 従二位[11]

勲章等
- 1884年（明治17年）7月8日 - 子爵[12]
- 1906年（明治39年）4月1日 - 勲四等旭日小綬章[13]
- 1909年（明治42年）6月26日 - 勲二等瑞宝章[11]